# 沙拉駝背脂鯉
沙拉駝背脂鯉（学名：Cyphocharax saladensis），為輻鰭魚綱脂鯉目脂鯉亞目無齒脂鯉科的其中一個種，分布於南美洲拉普拉他河流域，體長可達6.7公分，棲息在河川中底層水域，以有機碎屑為食，生活習性不明，可做為食用魚。